# Lancôme
Lancôme es una casa de perfumes y cosméticos de lujo francesa que distribuye productos a nivel internacional. Lancôme forma parte de la división Luxury Products de L'Oréal, que es su empresa matriz y ofrece cuidado de la piel, fragancias y maquillaje de lujo.

## Historia

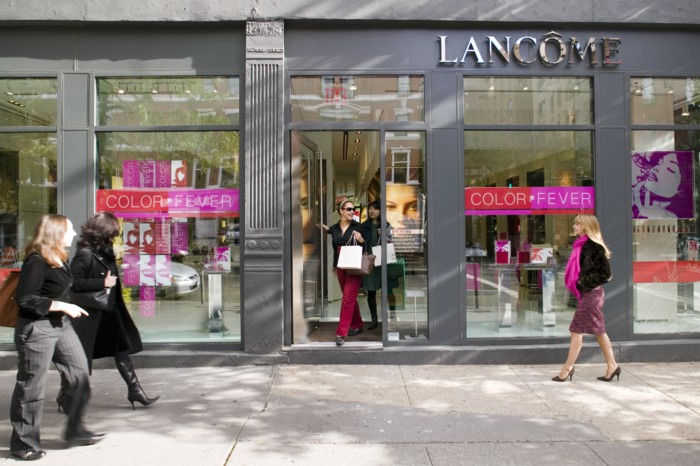
Lancôme Boutique en el Upper West Side de Nueva York.

Fue fundada en 1935 por Guillaume d'Ornano y su socio comercial Armand Petitjean en Francia, originalmente como una casa de fragancias. El nombre «Lancôme se inspiró en el bosque de Lancosme que se encuentra en el valle del Indre en el corazón de Francia en la región de La Brenne - el nombre fue elegido por la esposa de Guillaume, Elisabeth d'Ornano. Las rosas en el área inspiraron el símbolo de la compañía de una sola rosa de oro.
Lancôme lanzó sus primeras cinco fragancias en 1935 en la Exposición General de Bruselas: Tendre Nuit, Bocages, Conquete, Kypre y Tropiques. Petitjean entró en el mercado del cuidado de la piel de lujo, lanzando Nutrix, su primera «crema de reparación multiuso» en 1936, seguido de maquillaje, cosméticos y productos de cuidado de la piel. Lancôme fue adquirida por L'Oréal en 1964, y rápidamente se convirtió en parte de su división de productos de lujo.

## Productos

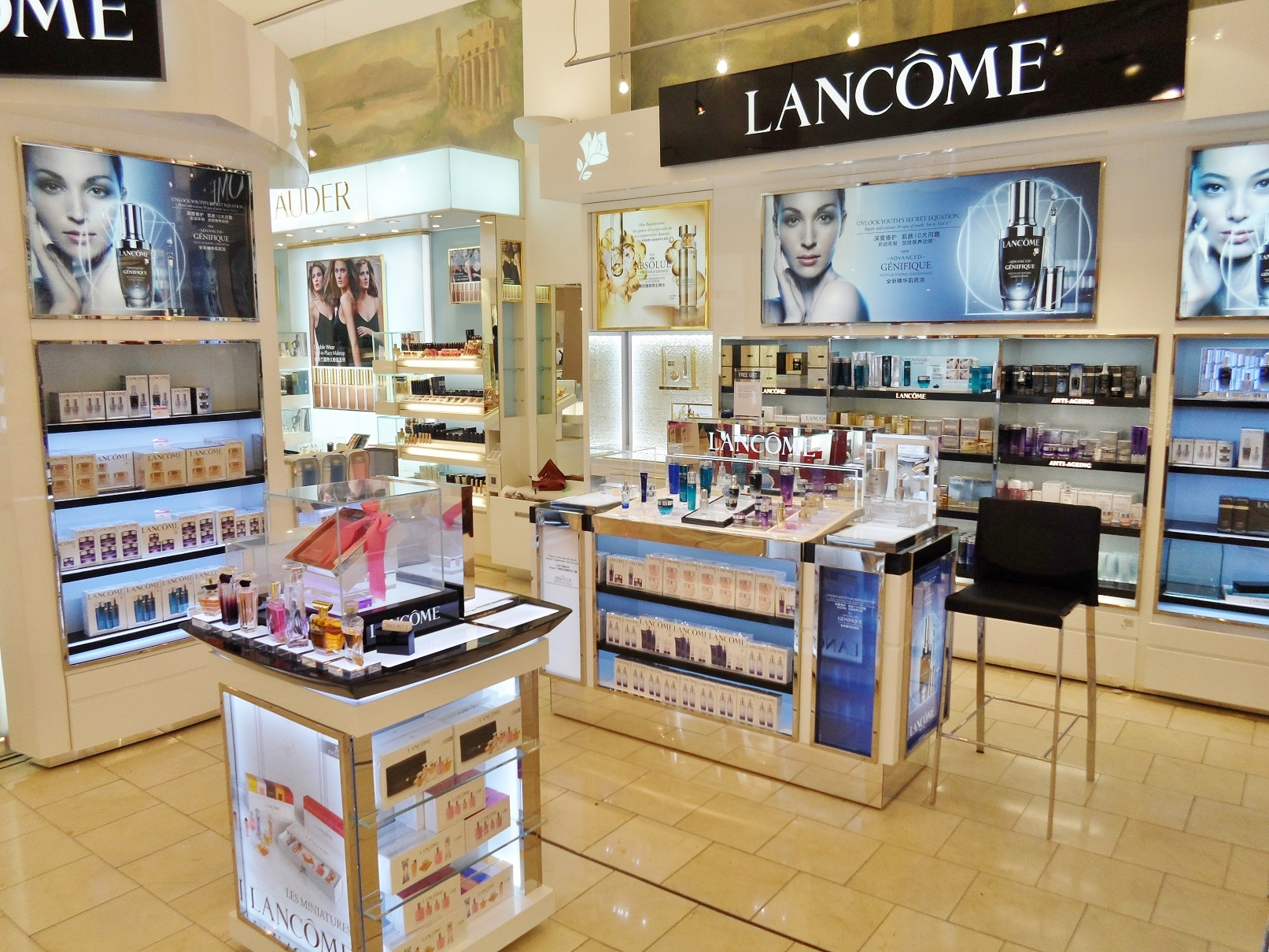
Mostrador de Lancôme en una galería en Auckland, Nueva Zelanda.

La compañía proporciona fragancias, cuidado de la piel y maquillaje. Sus productos más famosos incluyen sus máscaras «Hypnôse», su rango Visionnaire que contiene un ingrediente patentado, «LR 2412», destinado a mejorar las cualidades de textura de la piel, especialmente en la reducción de poros, líneas finas y tono de piel irregular. Lancôme ha lanzado un nuevo suero llamado «Dreamtone», que pretende mejorar las irregularidades del color, incluyendo manchas solares y manchas marcas. El suero está disponible en tres integrales de color, justo, medio y oscuro para coincidir con los tonos de piel individuales.
Las fragancias Lancôme se hacen en asociación con los perfumistas: Alain Astori, Annick Menardo, Daniela Roche-Andrier, Christian Biecher, Jacques Cavallier, Calice Becker, Pauline Zanoni, Maurice Roucel, Thierry Wasser, Christine Nage, Armand Petitjean, Harry Fremont, Alberto Morillas, Dominique Ropion, Olivier Polge, Francis Kurkdjian, Robert Gonnon, Nathalie Lorson, Sophia Grojsman y Alienor Massenet.

## Publicidad
A pesar de la afirmación del fundador Armand Petijean de que Lancôme nunca anunció, hoy Lancôme es uno de los principales anunciantes en el ámbito de la belleza de lujo. Sus anuncios pueden verse en numerosas publicaciones de todo el mundo, desde Harper's Bazaar hasta French Vogue. Los anuncios de Lancôme han sido rodados por los principales fotógrafos, entre ellos Peter Lindbergh, Mario Testino, Mario Sorrenti, Nick Knight, Steven Meisel, Brigitte Lacombe, Patrick Demarchelier y Dusan Reljin.
En 2012 Lancôme estrenó un anuncio de televisión con el icono de dibujos animados de los años 1930 Betty Boop. La supermodelo Daria Werbowy y Betty hablan con franqueza mientras Betty le da a Daria consejos sobre cómo encontrar un papel en su «primer gran filme».

### Modelos y portavoces

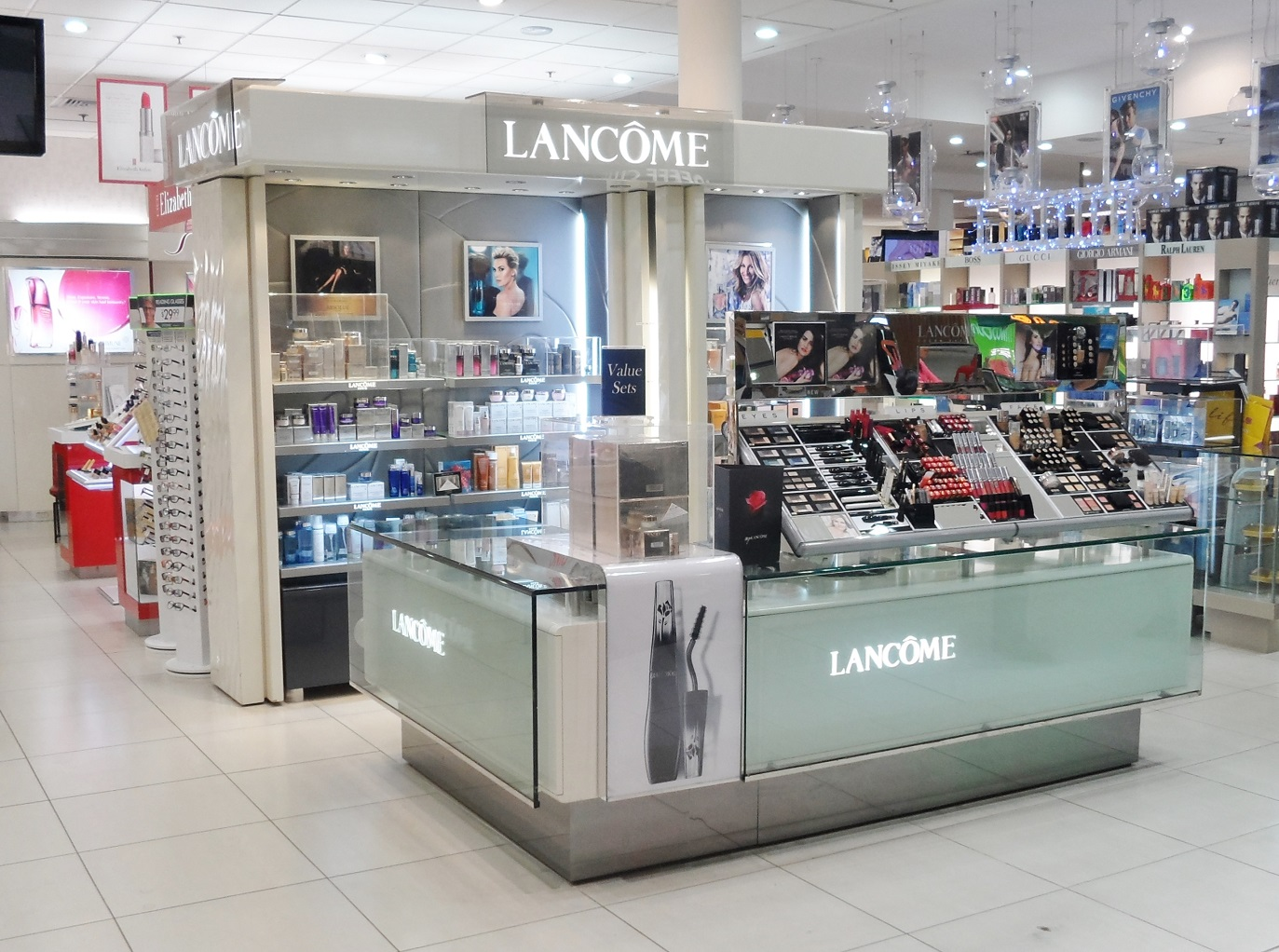
Mostrador de Lancôme en una farmacia en Lower Hutt, región de Wellington, Nueva Zelanda.

La marca está representada por actrices, supermodelos globales, maquilladoras y perfumistas. Los diseñadores de moda emergentes han colaborado con la marca, incluyendo el dúo de diseño Proenza Schouler, que creó un vestido inspirado en la fragancia Hypnôse de Lancôme, y Alber Elbaz, que diseñó el envase para un trío de máscaras.
En 1978, a la edad de dieciocho años, Carol Alt se convirtió en la modelo más joven en ser la cara de Lancôme. Nancy Dutiel también modeló para Lancôme durante este período. Más recientemente, las modelos Shalom Harlow, Marie Gillain y Raica Oliveira también han sido portavoces de Lancôme.
Una de las asociaciones más largas de Lancôme fue con la actriz Isabella Rossellini. Iniciando en 1982, Rossellini fue el rostro internacional de Lancôme durante 14 años.
La modelo ucranianacanadiense Daria Werbowy se unió a la marca en 2005, y ha aparecido en los anuncios de Lancôme. La actriz y modelo española Inés Sastre ha representado a Lancôme como portavoz mundial desde 1996, apareciendo en decenas de anuncios de Lancôme a lo largo de los años.
En septiembre de 2008, la modelo dominicana Arlenis Sosa se convirtió en la portavoz de la marca.
En 2009, la hija de Isabella Rossellini, Elettra Rossellini Wiedemann, se convirtió en la nueva cara de Lancôme.
Otras actrices renombradas también han trabajado con la marca, incluyendo Juliette Binoche, Uma Thurman, Drew Barrymore, Mena Suvari, Kate Winslet, Anne Hathaway, Julia Roberts, Penélope Cruz, Emma Watson y Lupita Nyong'o. Clive Owen fue el primer portavoz masculino de la gama Lancôme de cuidado de la piel para hombres y la fragancia Hypnôse Homme.

## Artistas de maquillaje
Lancôme ha colaborado con varios artistas de maquillaje. Fred Farrugia creó 13 colecciones de color durante su mandato como director de maquillaje artístico (1997-2004). Su colección «Pollen» en 2000 introdujo el primer brillo de labios de la industria en un tubo: Juicy Tubes.
Lancôme Maquillaje anunció en enero de 2015 que la artista de maquillaje del Reino Unido Lisa Eldridge había sido nombrada como su directora creativa global.